# Barken Viking
57°42′45.6″N 11°57′54.9″Ø / 57.712667°N 11.965250°Ø
Barken Viking er en firmastet bark, der oprindeligt var et dansk skoleskib som Skoleskibet Viking og som siden den 2. juni 1951 har ligget i Göteborg havn, hvor hun i dag ligger permanent som restaurant og hotel ved kajplads 208.
Skibet blev bygget i 1906 for A/S Den Danske Handelsflaades Skoleskib for Befalingsmænd på skibsværftet Burmeister & Wain i København og er det største sejlskib, der er bygget i Norden. Skibet sejlede som skoleskib bl.a. for DFDS indtil 1928, hvor hun blev solgt til den ålandske reder Gustaf Erikson og sejlede herefter under finsk flag til 1951, indtil skibet blev solgt til Göteborgs kommune, der fortsat er ejer af skibet gennem et kommunalt ejendomsselskab.

## Som skoleskib
År 1905 grundlagdes aktieselskabet A/S Den Danske Handelsflaades Skoleskib for Befalingsmænd, som året efter lagde en ordre på en firmastet bark på 2.670 bruttoregisterton til Burmeister & Wains skibsværft i København. Den samlede pris for barken var 591.000 kroner, hvoraf den danske stat bidrog med 50.000 kroner. Fartøjet søsattes den 1. december 1906 og blev under traditionelle former døbt Viking af Danmarks kronprinsesse, den senere dronning Alexandrine. Fartøjet stod ud på prøvetur den 16. juli 1907 og blev herefter overtaget af bestilleren. Under klargøringen på B&W’s værft på Refshaleøen kæntrede skibet imidlertid den 18. marts 1907 i hårdt vejr. Skibet kunne dog repareres efter kæntringen.
Viking er det største sejlskib, der er bygget i Norden. Fartøjet blev bygget og indrettet som skoleskib med 80 elevpladser og store planer for at uddanne sømænd til den hastigt voksende danske handelsflåde. Da hun blev bygget, var det sødygtighed og lastevne, som blev prioriteret. Lastrummet kunne rumme 6.300 m3 og 4.100 ton last.
Aktiviteterne ombord på Viking blev støttet økonomisk af Foreningen til Fremme af danske Sømænds Uddannelse til Befalingsmænd i Handelsflaaden, som blev grundlagt i 1907 og som årligt gav bidrag til skibets drift. Fripladser for mindre bemidlede elever blev administreret af Fondet til Understøttelse af uformuende Elever paa Den danske Handelsflaades skoleskib for Befalingsmænd.
Viking forlod København den 19. juli 1907 for at stå ud på sin jomfrurejse. Under jomfrurejsen blev hun bugseret af en bugserbåd til Hamburg, hvor hun blev lastet med 2.530 ton koks for transport til Callao i Peru. Efter 112 døgns rejse rundede Viking den 19. december 1907 Kap Horn. Skibet forlod først havn igen den 26. marts 1908 for via Taltal at afsejle til Iquique i Chile, hvor hun blev lastet med 3.524 ton salpeter, der skulle sejles til Hamborg, hvor hun ankom efter fartøjet returnerede efter 90 døgn.
I juli 1909 loggede kaptajnen skibets topfart på 15,5 knob ved the roaring forties, d.v.s. mellem breddegrad 40°–50° med sejladser på 250–275 nautiske mil i døgnet. Hun var da på vej hjem fuldt lastet med hvede fra Port Pirie ved Spencer Gulf i Sydaustralien.
Viking blev i 1915 solgt til Det Forenede Dampskibs-Selskab A/S, som benyttede hende til officersuddannelse. Skibet havde en god indtjening i disse år, idet fragtraterne var steget som følge af første verdenskrig. Efter krigen faldt priserne, og hun blev lagt op i København. Da priserne atter blev gunstige i 1926, blev hun klargjort og sendt til Hampton Roads i USA for at fragte kul til Sydamerika.

## Under Gustaf Eriksons ejerskab
I 1928 købte den ålandske skibreder Gustaf Erikson skibet for 6.500 pund. Skibet blev i 1931 leveret med indretning for passager, som for 25 skilling per person og døgn kunne rejse med på skibets togter.
Sin hurtigste langfart foretog Viking i 1932, da hun på 84 døgn sejlede fra København til Port Lincoln i det sydlige Australien. Lena Ringbom-Lindén (1914–1965) rejste som 17-årig jungmand med Viking på Australiensrejsen. Dengang var det usædvanligt med kvinder i besætningen, og hun var måske Finlands første kvindelige sømand på langfart.
Efter et antal verdensomsejlinger lossede Viking sommeren 1939 sin hvedelast i Cardiff og sejlede derefter til hjemhavnen i Mariehamn, som hun anløb den 14 juli. Der blev hun udrustet til sin næste langfart, men udbruddet af anden verdenskrig indebar, at hun blev i havn i flere år. Viking bugseredes sammen med Passat og Pommern til Stockholm i juli 1944 for at blive anvendt som silo for den svenske 'Statens fødevarekommission'. I december 1945 blev skibene sejlet tilbage til Åland.
Viking blev i august 1946 bugseret til Åbo, hvor hun blev klassificeret til i november at fragte træ til East London i Sydafrika. På rejsen, som tog 93 døgn, var tillige 32 passagerer, heraf 19 kvindelige og ni mandlige missionærer, som kunne betale 25 shilling per person og døgn. Efter East London gik rejsen til Durban, herefter til Santos, og videre til Port Victoria i Australien, for at hente en sidst hvedelast som skulle til England.
Vikings sidste langfart begyndte i 1946 og gik fra Uleåborg til Sydafrika og herfra til West India Dog i London, som hun nåede i 1947. Fartøjet havde da sejlet cirka 40.000 sømil.
Da reder Erikson døde i august 1947, blev Viking sammen med hans øvrige flåde sat til salg. Der kom dog ingen bud på skibet, hvorfor Viking blev sejlet til Antwerpen i september 1947. Der fik hun nyt bramsejl og ny rigning. Derefter sejlede hun til Rotterdam, hvor hun blev en stor attraktion på byens søfartsudstilling i 1950. Mellem den 15. juni og 31. august besøgtes Viking af 518.000 personer.

## Sømandskolen i Göteborg
Göteborgs byråd iværksatte i 1949 en undersøgelse af mulighederne for erhvervelse af et sejlskib til permanent placering i Göteborgs havn, der skulle indrettes med lokaler for byens erhvervsskolers sømandsafdelinger, der havde dårlige lokaleforhold i byen. Samtidigt havde en gruppe søfartsinteresserede private interessenter stiftet Foreningen Viking, som tog initiativ til at erhverve en storsejler til placering i Göteborg.
Valget stod mellem tre skibe fra Gustav Erikssons dødsbo: Passet, Pamir eller Viking. Valget på Viking, som havde gode forudsætninger at også bruges for erhvervsskolens virksomhed, fordi hun var bygget som skoleskib. I sommeren 1950 udbrød Koreakrigen, hvilket indebar, at skrotpriserne steg kraftigt. En køber tilbød 20.000 pund for Viking – hvilket dengang var en betydelig sum. Da Gustav Eriksons søn, Edgar Erikson, ønskede at skåne Viking fra skrotning, blev prisen justeret til 18.000 pund.
Skibet blev i marts 1951 besigtiget i Rotterdam og blev herefter registreret med svensk ejer. Derefter tog Viking en last koks fra Rotterdam til Göteborg. Den 2. juni 1951 anløb hun Göteborg, hvor hun afsluttede sin sidste fragtrejse.
Foreningen kom hurtigt i økonomiske problemer, og skibet blev herefter købt af Göteborgs kommunes skoleforvaltning for 315.000 kroner gennem en beslutning i byrådet den 11 oktober 1951. Skibet skulle anvendes til en række erhvervsskoler i byen.
Göteborgs byråd behandlede i 1952 et forslag om at sælge skibet til udenlandske købere, der havde budt en højere pris end byen havde betalt, men byrådet besluttede at beholde skibet. Det blev besluttet at indrette skibet som søfartsskole. Søfartsskolen blev indviet i 1957.

## Viking i dag i Göteborg
Viking blev den 1. januar 1993 solgt for 1 krone til Uddannelsesforvaltningen i Göteborg og gennemgik året efter en større renovering og ombygning, der blev afsluttet i februar 1995.
Efter ombygningen blev hun anvendt som uddannelsesplads for restaurant, turisme og hotel. Vikings Venforening dannedes i slutningen af maj 1995. Siden 1998 har Viking været ejet af det kommunale ejendomselskab Higab og har forpagtet driften til eksterne operatører, der anvender skibet til hotel, konferencecenter og restaurant.